# Hatvani cukorgyár
Az 1889–2003 között üzemelő hatvani cukorgyár a magyarországi rendszerváltáskor működő 12 cukorgyár egyike volt. A Hatvany-Deutsch család tagjai által alapított cég több mint százéves működése alatt meghatározó szerepet játszott Hatvan fejlődésében.

## Története

### 1889–1919
A gyár alapítása a Deutsch család, közelebbről Deutsch Bernát nevéhez kötődik: ő volt az elnöke a Deutsch Ignác és Fia (DIF) családi cégnek, amelyet társtulajdonos unokaöccsével Deutsch Sándorral és saját fiával Deutsch Józseffel irányítottak. Az 1888-ban elfogadott új cukoradótörvény kedvező lehetőségeket biztosított a cukoripar fejlődésének, a Deutsch család pedig már korábban kedvező tapasztalatokat szerzett a nagysurányi cukorgyár megvásárlásával (1881), így kézenfekvőnek tűnt egy új gyár alapítása, amelyhez a szükséges cukorrépát részben a saját földbirtokaikon kívánták megtermelni. 1888-ban a DIF-nek az Országos Gazdasági Egyesület közreműködésével sikerült olyan szerződést kötnie a környékbeli répatermelőkkel, amely utóbb mintául szolgált a többi cukorgyár számára is.
A gyár építése 1888 tavaszán-nyarán  kezdődött el a család tulajdonában levő, a Hatvan–Miskolc–vasútvonal, a Budapest-Kassa közút és a Zagyva folyó által határolt 38 kataszteri holdnyi mocsaras területen. A terveket a prágai Märky, Bromovsky és Schulz cégek készítették el, a berendezéseket a Prágai Gépgyár szállította. A villanyvilágítást a Ganz és Társa-Danubius Villamossági-, Gép-, Waggon- és Hajógyár Rt., a vastraverzeket a Rimamurány-Salgótarjáni Vasmű Rt., a gyári vasutat a diósgyőri vasgyár biztosította. Közben a leendő munkásokat a nagysurányi gyárba küldték a mesterség elsajátítására, de olasz kőműveseket és cseh szakmunkásokat is hozattak, akik közül utóbb többen megtelepedtek a városban. A gyár lakásokat építtetett tisztviselői és szakmunkásai számára.
A gyár iparvágánnyal is rendelkezett Hatvan vasútállomás felől.
A termelés 1889. szeptember 1-jén kezdődött. 1902-ben készült el a gyár irodaépülete, 1904-ben pedig kapacitásnövelő beruházásokat hajtottak végre. Az alapításkor napi 600 tonna répa kapacitású gyár ekkor már naponta 2200–2300 tonna répát dolgozott fel. A gyár működése kezdetén összeütközésbe került az 1890-ben épített selypi cukorgyárral, amely szintén a Zagyva folyó vizét használta a termeléshez. A vízhasználattal kapcsolatos vita megjárta a Nógrád megyei alispáni hivatalt, másodfokon a megye Közigazgatási Bizottságát, míg végül a Földművelésügyi Minisztériumnak kellett döntenie.
Az 1900/1901-es évben a hatvani gyár a hazai cukorgyárak rangsorában az első helyet foglalta el a feldolgozott répa (200 000 tonna) és gyártott cukor (30 000 tonna) tekintetében, 1003 fős létszámával pedig a harmadik volt Szerencs és Botfalu után. Termékeit részben belföldi cukorfinomítókba (Nagysurány, Szerencs, Mezőhegyes, Nagytapolcsány) szállították továbbfeldolgozásra, részben Olaszországba, Angliába, Amerikába és a Távol-Keletre exportálták. A fiumei és trieszti kikötőkön keresztül bonyolított cukorexportot a kormány szállítási kedvezményekkel támogatta.
Az első világháború idején a termelés visszaesett, míg 1913/14-ben 320 000 tonna répát dolgozott fel, 1917/18-ban ennek alig egy negyedét, 73 000 tonnát. A hadseregbe behívottak helyett nőket és gyermekeket vettek fel, a gyártási idényben pedig olasz és orosz hadifoglyokkal pótolták a létszámot.
Feldolgozott cukorrépa, 1889–1919

### 1919–1948

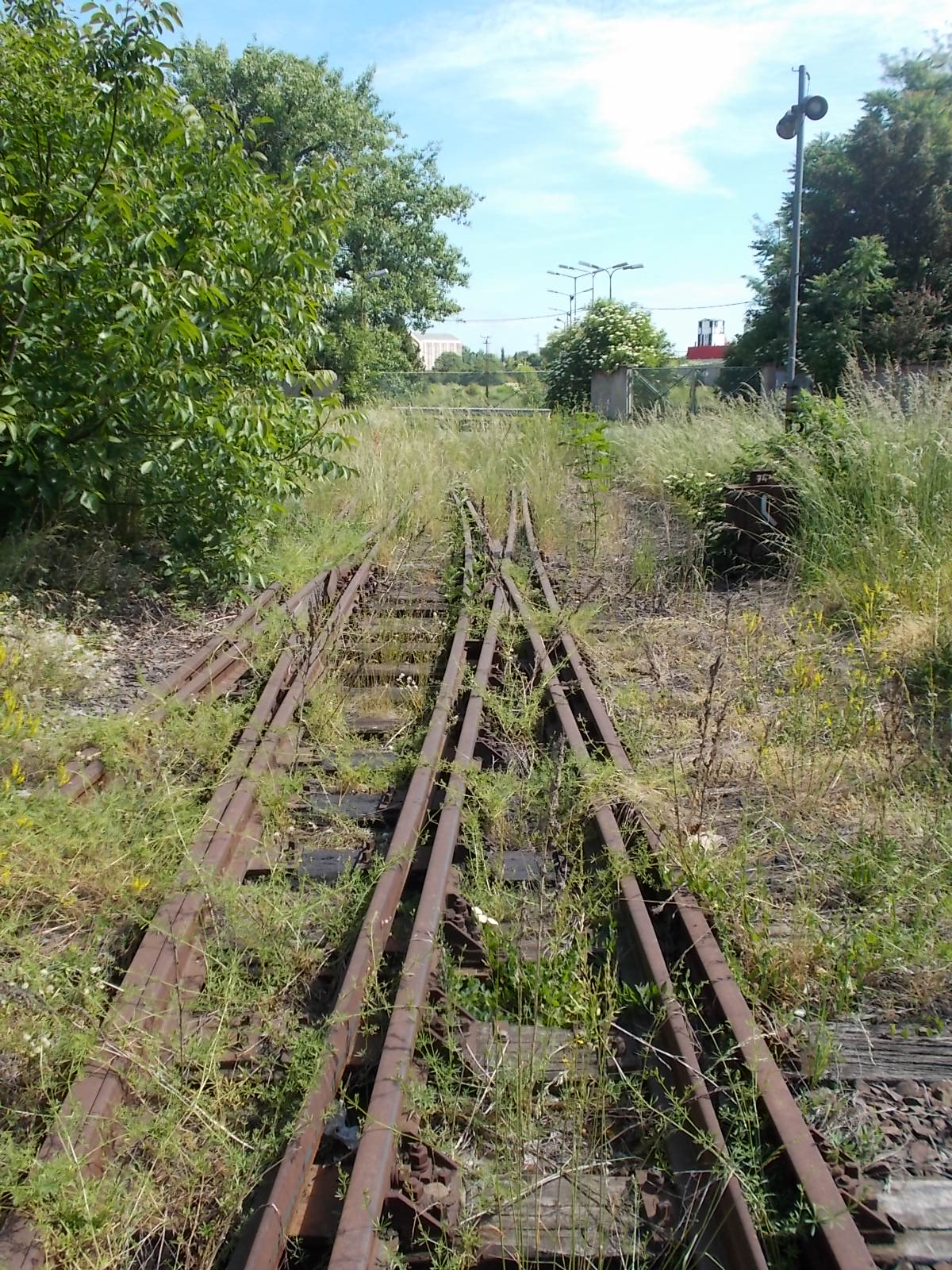
Iparvágány a gyár területére

A Tanácsköztársaság kikiáltása után, 1919. április 6-án a gyárat államosították. 1919. augusztus 2-án román intervenciós csapatok szállták meg a várost. A Tanácsköztársaság bukása után a gyárat addig irányító öttagú direktórium tagjai közül egyet kivégeztek, kettőt börtönbe zártak.
1924-től kezdve a gyár négy évig tartó nagyszabású rekonstrukción esett át: modernizálták az energetikai rendszerét, áttértek a nyerscukorról a finomított cukor gyártására, és 1928-ban beindították a kockacukor gyártását. Az 1930-as évek cukorértékesítési nehézségei miatt 1934-től melléküzemként paradicsomsűrítmény előállításával is foglalkoztak. 1935-ben a paradicsomfeldolgozó részleget Hatvani Paradicsomkonzervgyár Kft. néven önálló cégbe szervezték ki, amelyet a cukorgyár és a DIF alkalmazottai irányítottak. A sűrítményeket Aranyfácán márkanéven hozták forgalomba; ezt a védjegyet a cukorgyár jegyeztette be 1934-ben, majd 1936-ban átruházta a használati jogot a konzervgyárra.
A háború végeztével a cukortermelés 1930/1931-ig folyamatosan nőtt, ebben az évben 25 268 tonnát gyártottak. Ezt követően azonban a nemzetközi korlátozások miatt a gyártás visszaesett előbb 13 180 tonnára (1931/32), majd 11 113 tonnára (1932/33), és a második világháború kitöréséig nagyjából a két érték között maradt. Mivel a gyár tulajdonosai ilyen körülmények között nem látták értelmét a gyár további fejlesztésének, 1928-tól már nem került sor nagyobb beruházásokra, és 1937-ben elhatározták a tőke kivonását az alaptőke leszállításával. 1939-ben a második zsidótörvény elfogadását követően újabb alaptőke leszállításra került sor. A zsidótörvényekből következő földkisajátítások miatt a cukorgyárnak mintegy 15%-kal kevesebb cukorrépa jutott. A behívottak helyett ismét nők és gyermekek dolgoztak a gyárban, a segédmunkásokat zsidó munkaszolgálatosokkal pótolták. (Köztük volt Radnóti Miklós is.) A gyár területén gettót létesítettek, ahonnan 1121 hatvani, gyöngyösi, pásztói, illetve környékbeli személyt deportáltak a koncentrációs táborokba.
1944 őszén a város környékén egy hónapig tartottak a harcok a kivonuló német és a bevonuló szovjet hadsereg között. Ez idő alatt a cukorgyár is komoly károkat szenvedett, részben a harcok, részben pedig a fosztogatások következtében. A helyreállítás a front átvonulása után azonnal megkezdődött, 1944 végén a villamos erőközpont már újra üzemelt, 1945 nyarára pedig a gyárat sikerült a korábbi kapacitása felével működőképessé tenni. A bizonytalan gazdasági helyzet, a gép- és munkaerő hiány mellett az aszály is sújtotta a mezőgazdaságot, így 1945-ben a gyár csak 470 tonna cukrot állított elő. Az 1945. december 6-án kezdődött gyártási idény a legrövidebb volt a gyár történetében: összesen hat napot tartott. A rákövetkező évben még mindig csak 5986 tonna cukrot sikerült gyártani, 1947-re azonban a termelés visszatért a két világháború közötti szintre.
Feldolgozott cukorrépa, 1919–1948

### 1948–1991
Az 1948. évi 25. törvénycikkellyel, illetve a végrehajtását szabályozó 3500/1948 kormányrendelettel a hatvani cukorgyárat a többi magyar cukorgyárhoz hasonlóan államosították; az irányításuk a Pénzügyminisztérium felügyelete alatt álló Cukoripari Igazgatóságához tartozott.
Az 1950-es években az első ötéves terv időszakában a nehézipar kiemelt fejlesztése miatt az élelmiszeriparnak, azon belül a cukoriparnak nem jutottak források. Az államosítástól kezdve 1955-ig a hatvani gyárban végzett beruházások összege az amortizáció alatt maradt. A répafeldolgozási kapacitás 2100 tonna/nap körül mozgott, az éves cukortermelés 16 ezer és 32 ezer tonna között volt. Az 1949-ben elkezdett kísérleteket követően 1950-től a cukorgyár pektingyártással is foglalkozott.
1957-től kezdve a beruházásoknak a mezőgazdaság és az élelmiszeripar javára történő átcsoportosítása nyomán a hatvani cukorgyárban is jelentős fejlesztésekre és korszerűsítésekre kerülhetett sor. Így az 1957-1966 közötti tíz év átlagában évente 59%-kal több cukorrépát dolgozott fel, mint 1950-1955 között. Az éves gyártott cukormennyiség 30–50 ezer tonna között mozgott. Ezekben az években a gyártási idény alatt a csúcslétszám 1100–1300 fő közötti volt.
1964. január 1-jétől pedig az ország tizenegy cukorgyárát és a Cukoripari Kutató Intézetet magába foglaló Magyar Cukoripar országos nagyvállalat részeként működött tovább. 1971-ben a cukorgyárak önálló vállalatokká alakultak a Cukoripari Vállalatok Trösztjén belül. Az 1967-1976 közötti tíz évben a napi répafeldolgozás éves átlaga már 2400–2800 tonna között volt. A melléktermékek hasznosítására 1971-ben takarmánykeverő üzem létesült.
1980-ban a tröszt megszűnt, innentől kezdve a gyár teljesen önállóan gazdálkodott. A hatvani cukorgyár a selypivel együtt Mátravidéki Cukorgyárak néven működött tovább, hatvani központtal. A beruházások elsődleges célja ekkor már nem a kapacitásbővítés, hanem a hatékonyság növelése volt. Ennek ellenére 1987-ig a gyár napi 3010 tonna répa feldolgozására vált alkalmassá. Az 1976-1987 időszakban az éves gyártott cukormennyiség 34-50 ezer tonna között mozgott.

### 1991-től napjainkig

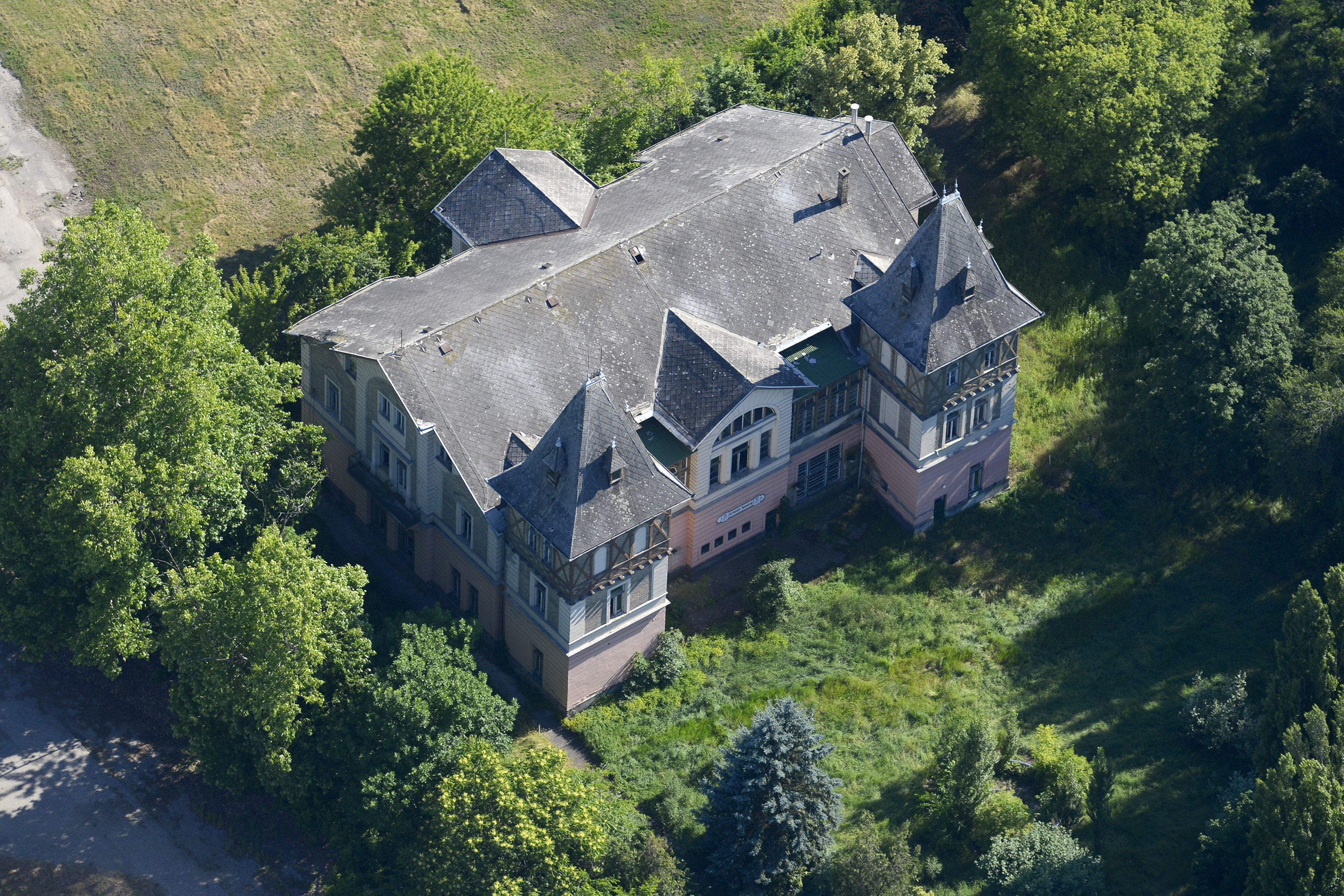
Hatvan, Kristály-kastély légi fotón

1991. június 26-án a hatvani és selypi cukorgyárakban a Béghin-Say SA francia cukoripari vállalat szerzett tulajdonrészt és irányítási jogosultságot, 1995-ben pedig többségi tulajdonossá vált. 1995-ben épült fel a 40 000 tonna befogadóképességű cukorsiló. 2003-ban a Béghin-Say SA eladta magyarországi cukoripari érdekeltségeit – a hatvani, szerencsi és szolnoki cukorgyárakat – a német Nordzucker AG-nak.
2004 márciusában bejelentették, hogy a tulajdonos a gyár bezárását tervezi. A gyárban dolgozó 243 főből 104-nek szűnt meg a munkaviszonya. A cukorgyártás leállítását követően a gyártási épületeket lebontották, a telephely csomagoló- és raktározóüzemként működött. 2004. július 1-jén a továbbra is üzemelő Szerencsi Cukorgyár Zrt. és Szolnoki Cukorgyár Zrt. beolvadt a hatvani székhelyű Mátra Cukor Zrt.-be. 2011-ben megszűnt a csomagolás és raktározás is, a silót lebontották, és Litvániába szállították.
2003. április 10-én emléktáblát avattak a holokauszt során a cukorgyári gettóban összegyűjtött és elhurcolt zsidók emlékére. 2009-ben a cukorgyár történetét bemutató emlékházat rendeztek be, 2012-ben emléktáblát állítottak fel a gyár előtt. A gyár lakóépületei közül az egykori igazgatói kastélyt és a hajdan vendégházként szolgáló Kristály-kastélyt 2012-ben műemlékké nyilvánították.